# Acalypha caturus
Acalypha caturus är en törelväxtart som beskrevs av Carl Ludwig von Blume. Acalypha caturus ingår i släktet akalyfor, och familjen törelväxter. Inga underarter finns listade i Catalogue of Life.